# Region of Interest

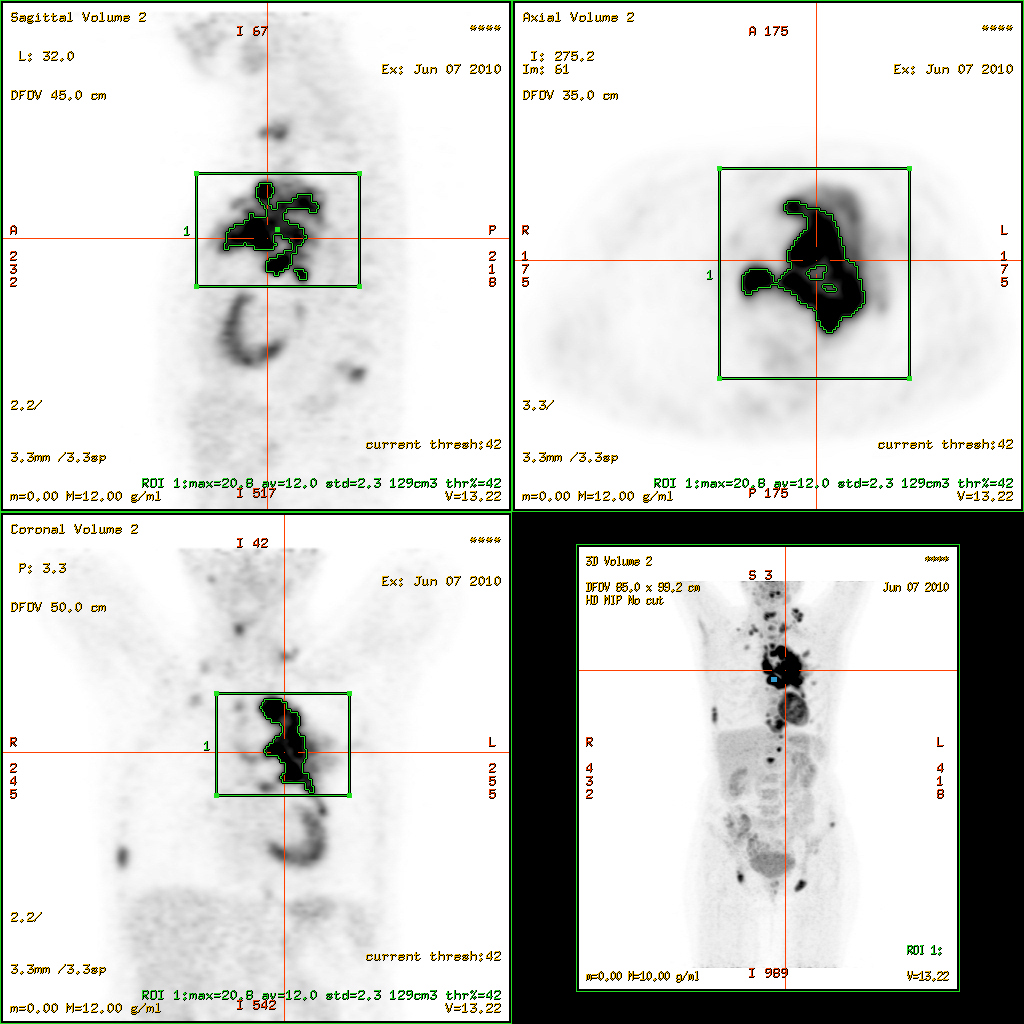
3-dimensionale, automatisch schwellwertbasiert innerhalb des grünen Würfels erstellte, irreguläre 3D-ROI, wie sie von modernen Auswerteworkstations mit einem Mausklick generiert werden kann

Der englische Begriff Region of Interest (ROI) bedeutet übersetzt „Bereich von Interesse“. Er wird allgemein verwendet, um einen Bereich aus einer Messkurve auszuwählen und statistisch auszuwerten (beispielsweise Maximal-Wert, Mittelwert, Breite eines Peaks, Fläche unter der Kurve). Als Messkurven dienen oft Zählraten, die zeitlich, spektral oder entlang eines Wegs aufgenommen wurden. 
Er wird als zwei- oder dreidimensionaler Bereich auch in der computergestützten Bildverarbeitung und bei den bildgebenden Verfahren verwendet und ist in der Nuklearmedizin häufig anzutreffen.

## Auswahlmöglichkeiten für ROIs
ROIs können von Hand, semiautomatisch oder vollautomatisch von einer Auswertesoftware erstellt werden. Man unterscheidet:
- Manuelle ROI: Der Benutzer zeichnet von Hand – mit Tastatur, Computermaus, Lichtgriffel oder Joystick – einen Bereich selbst aus.
- Halbautomatische ROI: Die Auswertesoftware unterstützt den Anwender beim Zeichnen der ROI. Der Anwender zeichnet beispielsweise nur eine Linie, die Auswertesoftware schließt diese automatisch und legt damit den Auswertebereich fest. Oder: Der Anwender legt grob einen Bereich fest, innerhalb derer die Auswertesoftware eine Region ermittelt, die durch Punkte definiert ist, die Werte oberhalb einer vom Anwender festgelegten Schwelle haben.
- Vollautomatische ROIs: Die Auswertesoftware ermittelt ohne Bedienereingriff die Kriterien der Abgrenzung.

## Mehrdimensionale ROIs
Meist handelt es sich beim interessierenden Bildbereich um ein untersuchtes Organ oder eine repräsentative Untergrundregion. Man kann eine ROI mit einer Messsonde im Bildbereich mit beliebiger Größe und Form vergleichen. Die innerhalb einer ROI untersuchten Parameter können beispielsweise sein: Zählrate (Anzahl pro Zeitspanne), SUV (engl.: Standardized Uptake Value) in der Positronen-Emissions-Tomographie, Verlauf der Zählrate über einen zeitlichen Verlauf bei der Szintigraphie der Niere oder Hounsfield-Wert in der Computertomographie.
ROIs können nicht nur im zweidimensionalen Bildbereich erstellt werden, sondern auch im Raum, also dreidimensionale Strukturen beschreiben.

## Quelle
- Udalrich Büll, Gustav Hör (Hrsg.): Klinische Nuklearmedizin. 2. Auflage. VCH Verlagsgesellschaft, 1990, ISBN 3-527-15427-2.